# Guild Wars 2
Guild Wars 2 е масова мултипрейър онлайн ролева игра, която се разработва от ArenaNet и бива издавана на игровия пазар от NCSOFT. Развиваща се във фентъзи света на Тирия, играта следва повторната поява на Острието на съдбата, разформировано братство, посветило се на войната срещу Драконите Старейшини, раса, завзела властта в Тирия от времето на първата Guild Wars игра.
Твърди се, че Guild Wars 2 е прецедент в жанра, тъй като предлага игрови сюжет, развитието на който зависи от действията на играча; това е особеност присъща за стандартните ролеви игри, предназначени за един играч, като рядко се среща при мултиплейъра. Динамичната събитийна система замества традиционното изпълняване на мисии, позволявайки на играчите да достигат до тях по различни пътища и методи, които са част от съвкупния свят. Също така трябва да се отбележи и системата за битка, която има за цел да е по-динамична от предшестващата я, насърчавайки синергията между различните професии, използвайки околната среда в играта като оръжие и олеснявайки базираната на магьосничество система за умения от първата игра.
Като продължение на Guild Wars, Guild Wars 2 също не изисква месечна такса, което отличава предшественика ѝ значително от другите комерсиално разработвани мултиплейър игри по онова време. Въпреки това до април 2015 г. бе необходимо закупуване, за да се разполага с възможност за инсталиране и достъп до сървърите на Guild Wars 2. Докладът от ArenaNet и NCSOFT показва, че само 2 седмици след официалното публикуване на играта, тя достига 2 милиона продажби (септември 2012). До август 2013 г. максималният брой едновременно играещи наброява 460 000. До август 2015 г. над 5 милиона екземпляра на играта са продадени, като по това време базовата част от нея се предлага вече безплатно.
|  | Тази страница частично или изцяло представлява превод на страницата Guild Wars 2 в Уикипедия на английски. Оригиналният текст, както и този превод, са защитени от Лиценза „Криейтив Комънс – Признание – Споделяне на споделеното“, а за съдържание, създадено преди юни 2009 година – от Лиценза за свободна документация на ГНУ. Прегледайте историята на редакциите на оригиналната страница, както и на преводната страница, за да видите списъка на съавторите. ВАЖНО: Този шаблон се отнася единствено до авторските права върху съдържанието на статията. Добавянето му не отменя изискването да се посочват конкретни източници на твърденията, които да бъдат благонадеждни. |